# Плодник
Плодникът обикновено е един, разположен в средата на цвета. Долната му част е разширена и се нарича завръз (яйчник). Средната част е тънка и удължена — стълбче. Стълбчето завършва отново с разширена част – близалце. В завръза се намират семепъпките. Във всяка семепъпка има по една женска полова клетка — яйцеклетка.